# ProRat
ProRat is een Trojaans paard voor Windows, beter bekend als een RAT (Remote Administration Tool). Net als andere Trojaanse paarden gebruikt gebruikt het een client en een server. ProRat opent een poort op de computer van de aanvaller waarmee het in staat is om verschillende handelingen op de server (de computer die wordt aangevallen) te verrichten.
ProRat is beschikbaar in een gratis versie en een betaalde versie. In de gratis versie is het niet mogelijk om met computers te verbinden over WANs, enkel over LANs. ProRat staat erom bekend over het feit dat het bijna onmogelijk is de server te verwijderen zonder een up-to-date antivirusprogramma.

## Functies
ProRat geeft je de mogelijkheid om vele kwaadwillige acties uit te voeren op de computer van het slachtoffer. Enkele mogelijkheden:
- Toetsaanslagen registreren
- Stelen van wachtwoorden
- Volledige controle over bestanden
- Formatteren van harddrives
- Openen/Sluiten van de cd-lade
- Verbergen van de taakbalk, bureaublad en de startknop
- Maken van een schermafdruk
- Bekijken van systeeminformatie
- Bekijken van de webcam
- Downloaden en uitvoeren van bestanden